# أنتونيو مارشيسانو
أنتونيو مارشيسانو (18 يناير 1991 ببيلينزونا في سويسرا - ) هو لاعب كرة قدم سويسري في مركز الوسط. شارك مع منتخب سويسرا تحت 20 سنة لكرة القدم ومنتخب سويسرا تحت 21 سنة لكرة القدم. أما مع النوادي، فقد لعب مع نادي بيل-بيين ونادي بيلينزونا ونادي زيورخ ونادي فينترتور ونادي لوكارنو وGC Biaschesi ‏.

## روابط خارجية
- أنتونيو مارشيسانو على موقع الاتحاد الأوربي (الإنجليزية)
- أنتونيو مارشيسانو على موقع قاعدة بيانات كرة القدم.إي يو (الإنجليزية)
- أنتونيو مارشيسانو على موقع Soccerway.com (الإنجليزية)
- أنتونيو مارشيسانو على موقع عالم كرة القدم.نت (الإنجليزية)
- أنتونيو مارشيسانو على موقع AS.com (الإسبانية)